# 希羅凱 (第聶伯羅區)
48°6′27″N 34°49′25″E / 48.10750°N 34.82361°E
希羅凱（烏克蘭語：Широке），是烏克蘭中部第聶伯羅彼得羅夫斯克州第聶伯羅區索洛内市镇的村落。處於蘇哈蘇拉河畔，分別距離塞爾希伊夫卡、莫羅濟夫卡1公里和索洛内10公里，面積5.58平方公里，海拔高度88米，2001年人口789。